# Pyramidespil
Et pyramidespil er kendetegnet ved at deltagerne udelukkende skal hverve nye medlemmer for at tjene penge. De har ingen varer eller tjenester at sælge.

## Danske forhold
Pyramidespil er ulovligt i Danmark, og defineres i spillelovens § 24 sådan:
§ 24. Pyramidespil er forbudt. Ved pyramidespil forstås et pyramidisk opbygget arrangement, hvor
- 1) deltagelse kræver indsats af penge eller andre økonomiske værdier,
- 2) deltagerne stilles mulighed for økonomisk vinding i udsigt, og
- 3) en sådan vinding hovedsagelig hidrører fra indsats fra deltagere, der efterhånden indtræder i arrangementet. [2]

Spillemyndigheden fører tilsyn med markedet. Spillemyndigheden og Forbrugerombudsmanden kan ved henvendelse give yderligere informationer om pyramidespil, der kan forveksles med netværksmarkedsførings-selskaber. Spillemyndigheden og Forbrugerombudsmanden kan ligeledes være med til at give en afgrænsning mellem, hvad der er ulovligt pyramidespil og lovligt netværksmarkedsføring.